# Ломінський Георгій Павлович
Ломінський Георгій Павлович (23 квітня 1918, Козятин — 17 червня 1988, Снєжинськ) — організатор та керівник науково-дослідних та дослідно-конструкторських робіт в галузі ядерних озброєнь, генерал-лейтенант.

## Біографія
Народився в сім'ї залізничника. Батько, Павло Васильович, працював кондуктором. Мати, Варвара Миронівна - домогосподарка. Крім Георгія в сім'ї було три дочки - Олена, Леоніда, Марія. Мати рано померла від туберкульозу в 1931 році.
У 1935 році закінчив середню школу в Козятині. З 1935 року по 1938 рік - студент машинобудівного факультету  Київського індустріального інституту. З 1938 року по травень 1941 слухач Артилерійській академії ім. Ф. Е. Дзержинського. З відзнакою закінчив академію в травні 1941 року. Кваліфікація: військовий інженер-механік.
Як відмінник навчання був присутній на урядовому прийомі, де з 40-хвилинною доповіддю виступив  І. В. Сталін.
З травня 1941 року по січень 1948 (з жовтня 1941 року по травень 1942 року в евакуації в Чербакульском районі Челябінської обл.) служив на науково-дослідному полігоні стрілецького та мінометного озброєння ГАУ НД (м. Щурово, Московська область), інженер, начальник відділу, начальник Гранатно-мінометного відділення. Брав участь у випробуваннях і відпрацюванні військової зброї, розробив РПГ-1 (на озброєння не прийнятий). Виступав експертом з стрілецької зброї.
Частково втратив слух. Мав поранення в результаті вибухів боєприпасів, осколки в ногах після вибуху гранати зберіг на все життя.
З 1 лютого 1948 до квітня 1955 року в Російському федеральному ядерному центрі-Всеросійському науково-дослідному інституті експериментальної фізики (РФЯЦ-ВНДІЕФ, розташований в м. Саров, за часів СРСР - Арзамас-16), старший інженер, науковий співробітник, начальник відділу полігонів, заступник начальника сектору, помічник директора з техніки безпеки.
Брав участь у випробуваннях першої радянської атомної бомби 29 серпня 1949. Був керівником групи з атестації на відповідність конструкторської документації споруд та обладнання на полігоні, а також з доставки ядерного заряду зі збирального цеху на випробувальний майданчик.
Учасник випробувань першої термоядерної бомби 12 серпня 1953.
Із квітня 1955 року по червень 1988 року в РФЯЦ-ВНДІЕФ. Головний інженер, заступник головного конструктора, перший заступник директора. З 20 листопада 1964 по 17 червня 1988 - директор Інституту. За цей період колектив інституту був нагороджений  орденами Леніна (1966) та Жовтневої Революції (1980). ВНДІЕФ у цей час мав неофіційну назву - «господарство Ломінского»: він брав діяльну участь і в розробках і випробуваннях продукції інституту, і в організації та розвитку виробничої бази, і в будівництві житлового фонду та об'єктів соціального призначення. Особисто брав участь у всіх важливих заходах інституту.
Помер після інфаркту. Похований у Москві на Кунцевському кладовищі.

## Цитати
Риба шукає де глибше, а людина — де риба.
Якщо не покараний — значить заохочений.
Керівництву потрібно говорити правду і тільки правду… але не всю.

## Цікаві випадки
У сімдесяті роки на товарній станції Свердловська, нинішнього Єкатеринбурга, стався вибух в одному з вагонів, у результаті чого було зруйновано кілька будівель. Легенда свідчить, що, отримавши повідомлення про подію, секретар Свердловського обкому КПРС подзвонив Ломінскому і запитав, чи не він є власником виробу, що зруйнував товарну станцію Свердловська. Георгій Павлович поцікавився, хто телефонує, і, отримавши відповідь: «З обкому», - не без чорного гумору відповів: «Ні, це не наш виріб. Якби спрацювало наше - не залишилося б ні обкому, ні Свердловська ».